# كواه إيجن
كواه آيجن (وتعني لغة جاوية «الحفرة الخضراء») هي بحيرة حمضية تقع في فوهة بركانية نشطة جدا لبركان آيجن الواقع في أقصى شرق جاوة في إندونيسيا. ·  تحتوي البحيرة المعروفة بأنها البحيرة الأكثر حمضية على الكوكب ·  على السولفاتارا التي يستخلص منها خام الكبريت. ومن المعروف أيضا أنها تنتج «ألسنة اللهب الأزرق» التي يعد قبلة للزوار ليلا أو عند الفجر.